# Orden de la Victoria
La Orden de la Victoria (en ruso: Орден "Победа", Orden "Pobeda") era la más alta condecoración militar de la Unión Soviética y una de las más escasas del mundo. La orden era entregada por "una exitosa operación en el marco de uno o varios frentes que tenga como resultado un cambio a favor del Ejército Rojo". En su historia ha sido entregada veinte veces a trece líderes, con una revocación.

## Historia
La orden fue propuesta por el coronel N. S. Neyólov, quien servía en los cuarteles generales del Ejército Rojo alrededor de junio de 1943. El nombre sugerido por el coronel fue Orden de la Fidelidad a la Madre Patria. Sin embargo se le dio el nombre actual a finales de octubre de aquel año, y finalmente adoptada el 8 de noviembre de 1943. La primera vez que se otorgó fue el 10 de abril de 1944 a Aleksandr Vasilevski y Gueorgui Zhúkov. Cada una de ellas fue otorgada a lo largo de la Segunda Guerra Mundial, salvo a Leonid Brézhnev, que fue condecorado en 1978. También fue otorgada a los máximos comandantes de las Fuerzas Aliadas.

## Descripción
La insignia de la Orden estaba confeccionada de platino, con la forma de estrella de cinco brazos de 72 mm de diámetro. La estrella estaba decorada por 150 diamantes que en total pesaban 3,2 gramos, mientras que los brazos de la estrella estaba hecha de rubíes. En el centro había un medallón de esmalte azul, con la imagen de la muralla del Kremlin de Moscú, el mausoleo de Lenin y la torre Spásskaya en oro, rodeada por cintas de trigo también de oro. Las siglas "СССР" ("URSS") aparecen en la zona superior, mientras que las de "Победа" (Pobeda, "Victoria") en la parte de abajo. Cada una era confeccionada por un joyero, y el creador de su diseño es desconocido, aunque Stalin lo aprobó el 20 de octubre de 1943.
La cinta de la Orden está formada por la combinación del diseño de las cintas de varias órdenes soviéticas. Estas son, de fuera hacia dentro:
- Orden de la Gloria (Орден Славы): naranja con una franja negra en el centro.
- Orden de Bogdán Jmelnitski (Орден Богдана Хмельницкого): azul celeste.
- Orden de Alejandro Nevski (Орден Александра Невского): granate.
- Orden de Kutúzov (Орден Кутузова): azul oscuro.
- Orden de Suvórov (Орден Суворова): verde.
- Orden de Lenin (Орден Ленина): rojo (sección central).

## Condecorados

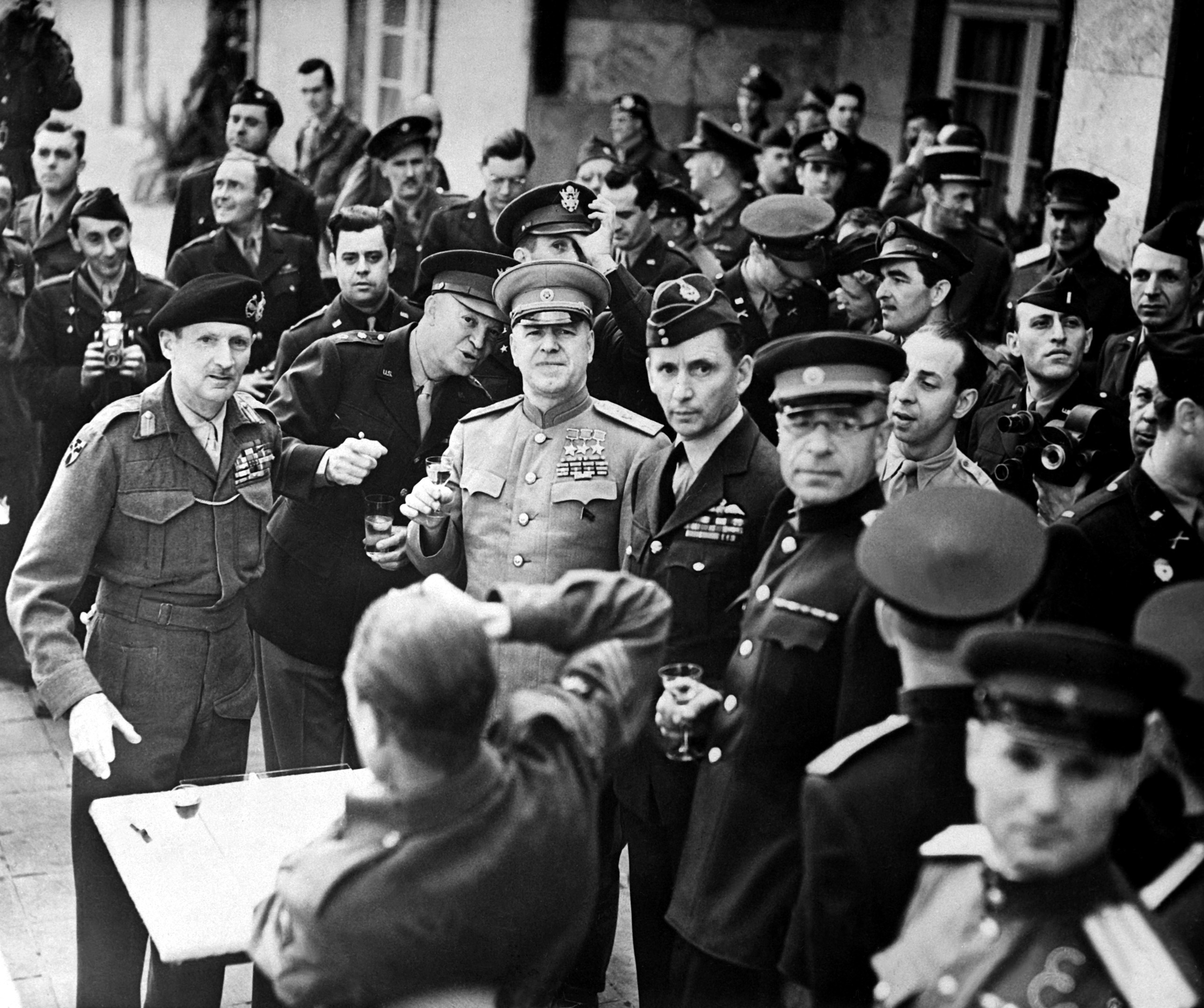
El mariscal de campo Bernard Montgomery (izquierda, con boina) fue condecorado con la orden de la victoria el 10 de junio de 1945. Dwight Eisenhower y Gueorgui Zhúkov, también condecorados, están a la derecha de Montgomery.

| #  | Fecha                   | Nombre                             | Fallecimiento           | Sumario                 |
| -- | ----------------------- | ---------------------------------- | ----------------------- | ----------------------- |
| 1  | 10 de abril de 1944     | Gueorgui Zhúkov                    | 18 de junio de 1974     |                         |
| 2  | 10 de abril de 1944     | Aleksandr Vasilevski               | 5 de diciembre de 1977  |                         |
| 3  | 10 de abril de 1944     | Iósif Stalin                       | 5 de marzo de 1953      |                         |
| 4  | 30 de marzo de 1945     | Konstantín Rokosovski              | 3 de agosto de 1968     |                         |
| 5  | 30 de marzo de 1945     | Iván Kónev                         | 21 de mayo de 1973      |                         |
| 6  | 19 de abril de 1945     | Aleksandr Vasilevski (Segunda Vez) | 5 de diciembre de 1977  |                         |
| 7  | 26 de abril de 1945     | Rodión Malinovski                  | 31 de marzo de 1967     |                         |
| 8  | 26 de abril de 1945     | Fiódor Tolbujin                    | 17 de octubre de 1949   |                         |
| 9  | 31 de mayo de 1945      | Leonid Góvorov                     | 19 de marzo de 1955     |                         |
| 10 | 31 de mayo de 1945      | Gueorgui Zhúkov (Segunda Vez)      | 18 de junio de 1974     |                         |
| 11 | 4 de junio de 1945      | Semión Timoshenko                  | 31 de marzo de 1970     |                         |
| 12 | 4 de junio de 1945      | Alekséi Antónov                    | 18 de junio de 1962     |                         |
| 13 | 4 de junio de 1945      | Dwight D. Eisenhower               | 28 de marzo de 1969     |                         |
| 14 | 5 de junio de 1945      | Bernard Montgomery                 | 24 de marzo de 1976     |                         |
| 15 | 26 de junio de 1945     | Iósif Stalin (Segunda Vez)         | 5 de marzo de 1953      |                         |
| 16 | 6 de julio de 1945      | Miguel I de Rumania                | 5 de diciembre de 2017  |                         |
| 17 | 9 de agosto de 1945     | Michał Rola-Żymierski              | 15 de octubre de 1989   |                         |
| 18 | 8 de septiembre de 1945 | Kiril Meretskov                    | 30 de diciembre de 1968 |                         |
| 19 | 9 de septiembre de 1945 | Josip Broz Tito                    | 4 de mayo de 1980       |                         |
| 20 | 20 de febrero de 1978   | Leonid Brézhnev                    | 10 de noviembre de 1982 | Revocada (póstumamente) |